# Fiona Palomo
Fiona Alexa Palomo Ricco (Ciudad de México, 12 de octubre de 1998) y artísticamente conocida Fiona Palomo es una actriz de cine y televisión mexicana, hija del actor fallecido Eduardo Palomo y de la actriz y cantante Carina Ricco
Ella se ha destacado mucho participando en el ámbito cinematográfico en películas como ¡Qué despadre! (2022) y Nada que ver (2023), también es conocida por su papel de María Alexander en la serie juvenil Control Z (2020-22) de Netflix y además tuvo un papel importante en Outer Banks, temporada 3 y 4, interpretando a Sofía.

## Vida y carrera
Palomo nació en México en 1998; tiene otro hermano llamado Luka que nació cuatro años después que ella (en 2002) y también quiere ser cantante. Tomó varios cursos en México y luego se mudó una temporada a Los Ángeles con el fin de estudiar interpretación.

## Filmografía

### Televisión / plataformas
| Año           | Título               | Personaje                | Medio   | Notas                                                                                      |
| ------------- | -------------------- | ------------------------ | ------- | ------------------------------------------------------------------------------------------ |
| 2012-2013     | Gossip Girl Acapulco | Viviana "Vivi" San Román | MTV     | Elenco recurrente, 20 episodios                                                            |
| 2021–2022     | La negociadora       | Waleska                  | HBO Max | Elenco recurrente, 8 episodios                                                             |
| 2020-2022     | Control Z            | María Alexander          | Netflix | Elenco principal, 20 episodios                                                             |
| 2023–presente | Outer Banks          | Sofia                    | Netflix | Elenco recurrente (temporada 3), 4 episodios Elenco principal (temporada 4), TBA episodios |

### Cine
| Año  | Título            | Personaje      | Notas |
| ---- | ----------------- | -------------- | ----- |
| 2020 | Cagney and Lacey  | Amy            |       |
| 2021 | Torn for Her Arms | Angelica       |       |
| 2022 | ¡Que despadre!    | Aline Barrera  |       |
| 2023 | Nada que ver      | Paola          |       |
| 2023 | Un Actor Malo     | Sandra Navarro |       |
| 2023 | Camino a Belén    | María          |       |
| 2024 | El roomie         | Vivi           |       |